# Хостел 2
Хостел 2 (енгл. Hostel: Part II) амерички је сплатер хорор филм из 2007. године, редитеља и сценаристе Илаја Рота, са Лорен Џерман, Роџером Бартом и Хедер Матарацо у главним улогама. Представља наставак филма Хостел, који је такође режирао Рот. Извршни продуцент филма је Квентин Тарантино, док се Џеј Хернандез враћа у улогу Пакстона Родригеза, јединог преживелог из претходног дела.
Након комерцијалног успеха првог дела, Рот је веома брзо почео да ради на наставку, с тим што је одлучио да у овом делу радња прати три девојке. Главна улога је припала Џерман пошто се Роту допао њен перформанс у римејку Тексашког масакра моторном тестером (2003). Снимање је почело на јесен 2006. у Прагу. Филм је премијерно приказан 8. јуна 2007. Није успео да понови комерцијални успех свог претходника и добио је нешто слабије оцене критичара.
Последњи део трилогије, Хостел 3, снимљен је 2011. године.

## Радња
Након догађаја претходног филма, Пакстон Родригез пати од посттрауматског стресног поремећаја и живи повучено са својом девојком Стефани. Његови страхови постају стварност када га пронађу убице озлоглашене организације Елитни лов и једног јутра Стефани проналази његово обезглављено тело. Остатак филма прати групу девојака које одлазе у Рим како би студирале уметност, али постају нове жртве Елитних ловаца.

## Улоге
| Глумац             | Улога                |
| ------------------ | -------------------- |
| Лорен Џерман       | Бет Салингер         |
| Бижу Филипс        | Витни Сверлинг       |
| Вера Јорданова     | Аксел Расимов        |
| Хедер Матарацо     | Лорна Вајсенфренд    |
| Роџер Барт         | Стјуарт              |
| Ричард Бурџи       | Тод                  |
| Милан Кнажко       | Саша Расимов         |
| Станислав Јаневски | Мирослав             |
| Џеј Хернандез      | Пакстон Родригез     |
| Џордан Лад         | Стефани              |
| Лук Меренда        | италијански детектив |
| Едвиж Фенек        | професорка уметности |
| Руђеро Деодато     | италијански канибал  |